# Gorgone interpenens
Gorgone interpenens là một loài bướm đêm trong họ Noctuidae.